# 幻想三国志II
《幻想三國誌II》是由宇峻奧汀所開發製作的電子角色扮演遊戲，2005年7月在台湾發行，同年10月由寰宇之星在中國大陆代理發行簡體中文版。日文版由原代理《幻想三國誌》的日本Falcom繼續取得代理權，於2006年9月正式上市。
本作主打的歷史事件為《官渡之戰》。
本作標語：「一年、兩年、三年、十年、百年、千年，即使用永恆的時間來等待……我也想再見妳一面。」
在2006年遊戲之星選拔賽囊括「最佳企劃獎」、「最佳美術設計獎」、「最佳製作人獎」、「最佳單機遊戲」及「年度大賞」等5項大獎。

## 故事簡介
東漢末年，漢室衰敗，造成群雄崛起，在亂世中迷惘和失望的人們，開始各選其所，尋找能帶給自己光明的君主，但無力的百姓只能看著國家沒落，失望透頂的同時，一個關於三龍寶器的傳說在民間迅速傳開：當年協助黃帝打敗蚩尤的神將應龍，戰後因感染人間穢氣而無力回天。應龍死後，龍爪化作青龍劍；龍眼化作赤龍珠；龍心則化作玉龍璽。傳言三龍寶器得一則稱王，得三則可得天下。這也造成了各方英雄們開始尋找寶物的下落。
漢末年間，西涼召德村的楚歌、韓靖和沈嫣，一群各自有著少年夢的青梅竹馬，也遭到了傳聞的波擊，黃巾餘黨為尋三龍寶器，至此燒殺擄掠，近乎屠村，除了綁架沈嫣，更造成韓靖的墜崖……爾後，楚歌為了尋找沈嫣和復興召德村，來到陌生的長安，並在無意間解救了漢朝的公主──瑤甄，從此捲入了漢末的戰火之中。

## 人物介紹

### 主要角色
楚歌
字君河。為了避禍遷至召德村，昏迷三載，醒後記憶全失。對武術有天分，卻只想著賺錢，夢想是當天下第一有錢人，最後也為了錢將自己捲入麻煩之中……平常對錢看不開，但在必要的時候總是以助人為優先，其實心地善良，而且很可靠。
真實身分為漢少帝劉辯，前世為黃帝愛將 應龍，當年朝廷大臣楚謙為救弘農王，用 吉平製作的假死藥救主，助弘農王逃過一劫，而真正的楚君河則代君赴死。
蜜兒
楚歌義女。不明生物，從楚歌撿來的蛋──本來是要果腹的──中孵化，因為出生後第一個看到的是君河，所以把君河當作「娘親」，就算教她叫爹，也只會發出「娘──」的音，除此之外只會咪咪叫，所以君河將她名為蜜兒。特殊能力是把化印獸「吃掉」，再變身，使用化印獸的能力。
實為 鬼王的妹妹，也就是鬼族的成員，而且真正的名字也叫蜜兒。
沈嫣
小名依依（日文版為其字）， 馬騰副將沈侯之女，與楚歌和韓靖交情深厚。從小就夢想著嫁給騎著白馬、英俊瀟灑並相貌堂堂的英雄將軍。遭黃巾餘黨擄走後投河自盡，後為護血凰族所救，並拜入門下，成為四使之一的冬使。
韓靖
字蒼斐，文質彬彬，手不釋卷。愛讀兵書，也勤練武功，夢想是成為天下第一謀士，一展長才，為民謀福。墜崖後被呂布救起，並納為義子，更在呂奉先的教導下，變成很厲害的武將。成為呂奉先義子之後，他認為力量才是一切，世間皆弱肉強食，信念上有很大的轉變；再加上沈嫣的死，認為這是君河沒有好好尋找她的錯，從此與之反目成仇。
瑤甄
少帝劉辯表妹兼妃嬪，漢靈帝賜封為「興平公主」，以拯救蒼生遠離戰禍之苦為己任，文武雙全，除了懂醫術外也懂武術。為了躲避反漢的暗行七眾追捕而與楚歌邂逅，從此她的命運有了很大的轉折……
原型為弘農王妃唐姬， 劉辯曾經在她身後吟「怨望之詩」。
海棠
美麗可愛、聰明大方、能歌能舞，嬌弱的外表下卻有著過人的膽識與武藝，為長安第一名伶。實為諫議大夫海仲英之女，因為其父直言進諫，被 董卓以犯上之罪處以炮烙，滿門抄斬，自己則為求生存屈身青樓。另一身份為暗行七君之一，一直等待機會找劉協報夷族之仇。
前世為 黃帝義女女魃，一直尋找夢境中為自己哭泣的男人，卻意外在楚歌身上獲得「古神殘卷」。
夏侯翎
字景蘭，欲殺曹操不成反遭其用計擒拿。後來被曹操指派為瑤甄護衛，但公主反而釋放她，此後誓死效忠公主。對道士、術法等相關事情很熟悉也很厭惡，似乎是因其殺父仇人乃道士。事實上，她的陽壽早已盡，她的父親為了延長她的壽命，請求道士使用禁術轉移他的壽命與之。
杜晏
字吟逍，謎樣道士，自稱上知天文下知地理，兵法謀略無一不精通，施展法術卻常常不靈光，偶有驚人之語，似是深藏不露。與巫辰為舊識，但雙方好像不太合。

### 武將
馬超
字孟起，西涼太守馬騰之子，沈嫣義兄，後來成為季漢五虎將之一。英勇過人，武藝高強，人稱西涼第一猛將。
姬風
字文博，前作主角姬軒之父，本來是天若宮首席劍師，文武雙全，個性豪放，喜好廣交各路英雄。最後為了封印蚩尤而離世。
趙雲
字子龍，外貌俊秀，有著出神入化的槍法，後來成為季漢五虎將之一。與諸葛亮是好友，稱姬風為恩公。故事後期選擇追隨劉備。
 周瑜
字公瑾，孫氏軍師，孫策結拜兄弟，有才有貌，對孫氏忠心耿耿。原為暗行七君之一，因理念漸行漸遠而退出，為報孫策之恩而相隨。

### 重要角色
劉協
漢末皇帝，字伯和，雖憂國憂民，但面對漢朝的衰敗，卻有志難伸，無計可施。因曹操挾天子以令諸侯的關係，造成了一方面受制於曹操，一方面借曹操之力的局面，一生只能用無奈形容。
曹操
字孟德。洛陽因董卓而殘破不堪，而迎劉協並遷至許都。他處處為了自己的權力著想，甚至對公主出手，對漢朝而言亦敵亦友。與前作不同，因漢室須「借助」他的力量，所以算是「同盟」。
劉備
字玄德，中山靖王劉勝之後，固被皇上稱做皇叔。本作中看不出對曹操的敵意，但不論對漢朝還是公主都十分的忠誠。

### 天若宮
司馬徽
字德操，天若宮掌門。 龐德公稱 諸葛亮為臥龍， 龐統為鳳雛，司馬徽為水鏡。其中司馬德操清雅有知人鑒，龐士元十八歲時曾會見過司馬徽，劉備會見司馬徽時，司馬德操曾向其推薦諸葛孔明和龐士元。最後中了司馬懿的詭計，被鎖在四神臺。
徐庶
字元直，天若宮門人。與司馬徽和姬風被稱為天若宮拳、劍和術的最高境界。於姬風夫婦前往封印蚩尤後，帶著姬氏姊弟躲到古松林。
司馬懿
字仲達，天若宮執法，生性卑劣，行事作風低級且不擇手段，不斷誣衊天若宮高手級人物（如姬風、徐庶，甚至是掌門水鏡），藉此瓦解天若宮的力量，因天若宮人個個不辨是非，加上有天若宮長老竇磬護航，年紀輕輕就已成為執法，最後更成為代掌教。
竇磬
天若宮長老，為前任掌門的師兄，具有一定的權力干涉天若宮內務。執著於「世俗理法」和天若宮的規定，不知變通，執著己私，不能識人。十分中意司馬懿，掌門失蹤後，推薦司馬仲達為代掌教。天若宮滅門主要由他與司馬懿一手造成。

### 暗行七君
由七位有共同理念，為了剿滅漢朝而結盟。
天之驍武君呂布
字奉先，萬夫莫敵，性情無常，不喜諫言，與郭嘉和周瑜有約定三龍寶器選主，因其食言而作罷。最後在病逝前目睹龍氣現，無憾而終，身體則被當作蚩尤復活的容器。
地之慧智君郭嘉
字奉孝。與史實放蕩不羈的性格不同，遊戲中表現文質彬彬，善良且富智慧，最後過勞大去。原為暗行七君之一，因理念漸行漸遠而退出，為報曹操之恩而相隨。
人之美才君周瑜
詳見周瑜
東之異術君張祭
黃巾餘黨的頭目，以張曼成為原型，擅使太平要術，與寧生殿勾結，不擇手段就是要復興黃天，讓大賢良師顏面盡失的徒弟，召德村滅村兇手，最後也自食惡果。
西之星運君巫宸
謎一般的占星師，與杜晏似是舊識，因為與杜晏的賭注而保留實力，與杜晏一樣隱藏著某種目的。
南之傳使君海棠
詳見海棠
北之雅策君袁熙
字顯奕，擅長策略，武藝也不差，但不受父親重視。追求海棠，因海棠害怕自己的青樓身分會影響袁熙家事的發展而拒絕。

### 化印獸
荷葉童子──青凜
蜜兒登場後即加入的化印獸，有尋寶（看的到隱藏寶物）以及諸語（與動物溝通）的能力，善回復，是精裝版附贈的玩偶之一（精裝版只有附一隻而已，每個盒子附的玩偶都不一樣）。
魚精──桔羅
楚歌帶瑤甄走水路捷徑至長安遇到的魔物，可以帶主角游泳。
貓妖──玄刁
原為愛心筆三人組（就是長得跟桃園三結義很像的三個痞子）的寵物，因偷竊，差點賠上性命，後來楚歌為之求情而免於一死，愛心筆三人組也因此把他當成禮物送給君河，並認為君河能照顧好他。擅長跳躍，如同施展輕功般，也擅長偷竊和交易，是精裝版附贈的玩偶之一。
金翅鳥──熾錦
原為劉協隨身寵物，後來跟隨楚歌，伯和很驚訝熾錦喜歡君河，可以帶著主角飛行，又有如不死鳥般浴火重生的能力。雖然叫金翅鳥，卻與迦樓羅的有很大的出入，比較像是西方的鳳凰。
木石人──旱磊
楚歌一行人為了躲避曹軍而躲入吉平屋後的花園，誤打誤撞之下，被旱磊製造的地震送到漢室的秘密通道中。本來是吉平屋後的雕像，喜歡蜜兒，能看到隱藏的礦物（赤靈石和砂），後來送給君河用。
牛精──崇患
於崆峴山徘徊的牛精，似是由怨念構成，造型如乳牛加上日本鬼怪，愛喝酒，仙、魔兩系外貌差異極大，是唯一一隻非主線劇情取得的化印獸（但是要在主線劇情買酒才行），同時也是精裝版附贈的玩偶之一。

## 音樂資料
遊戲主題曲《界線》和片尾曲《情衷》皆由黄珮琄演唱。

## 資料來源
1. ↑  . 日本Falcom. 2006-09  [2015-08-13]. （原始内容存档于2015-09-24）.
2. ↑  . 新浪遊戲. 2005-10  [2015-08-13]. （原始内容存档于2015-07-07）.
3. ↑  . 巴哈姆特電玩資訊站. 2006-04-21  [2015-08-13]. （原始内容存档于2016-03-04）.
4. ↑  .   [2011-04-04]. （原始内容存档于2009-03-01）.

## 外部連結
- 幻想三國誌貳 中文官方網站 （页面存档备份，存于）
- 幻想三國誌貳 日文官方網站 （页面存档备份，存于）